# Stenotrema depilatum
Stenotrema depilatum är en snäckart som först beskrevs av Henry Augustus Pilsbry 1895.  Stenotrema depilatum ingår i släktet Stenotrema och familjen Polygyridae. Inga underarter finns listade i Catalogue of Life.